# صبير شاطئي
صبير شاطئي (الاسم العلمي:Opuntia littoralis) هو نوع من النباتات يتبع جنس الصبير من الفصيلة الصبارية.